# Titta Ruffo
Titta Ruffo, właśc. Ruffo Cafiero Titta (ur. 9 czerwca 1877 w Pizie, zm. 5 lipca 1953 we Florencji) – włoski śpiewak, baryton.

## Życiorys
Początkowo pracował jako kowal w należącej do jego ojca kuźni, po kłótni z nim uciekł jednak w wieku 19 lat z domu i udał się do Rzymu, gdzie rozpoczął studia w Akademii Muzycznej św. Cecylii u Venceslao Persichiniego. Później uczył się u Lelio Casiniego w Mediolanie. Debiutował w 1898 roku na deskach rzymskiego Teatro Costanzi rolą Herolda w Lohengrinie Richarda Wagnera. W kolejnych latach występował w Santiago de Chile (1900), Kairze (1901), Buenos Aires (1902) i Londynie (1903). W sezonie 1903/1904 debiutował w La Scali. W latach 1904–1907 koncertował w Moskwie, Petersburgu, Kijowie, Odessie i Charkowie. W 1907 roku wystąpił na deskach Teatru Wielkiego w Warszawie w tytułowej roli w Hamlecie Ambroise’a Thomasa. W 1912 roku debiutował w Stanach Zjednoczonych, występując w Filadelfii w Rigoletcie Giuseppe Verdiego. W latach 1912–1914 i 1919–1921 występował w Chicago. Od 1922 do 1929 roku śpiewał w nowojorskiej Metropolitan Opera. Po raz ostatni wystąpił na scenie w 1931 roku w Buenos Aires jako Scarpia w Tosce Giacomo Pucciniego. Jako przeciwnik Benito Mussoliniego odmawiał występów we Włoszech, po przyjeździe do Rzymu w 1937 roku został na pewien czas uwięziony za swoje antyfaszystowskie poglądy. Po zwolnieniu zamieszkał we Florencji i poświęcił się pracy pedagogicznej.
W swojej karierze zasłynął przede wszystkim rolami w operach Giuseppe Verdiego. Dokonał licznych nagrań płytowych. Opublikował autobiografię La mia parabola (Mediolan 1937).